# John Hopfield

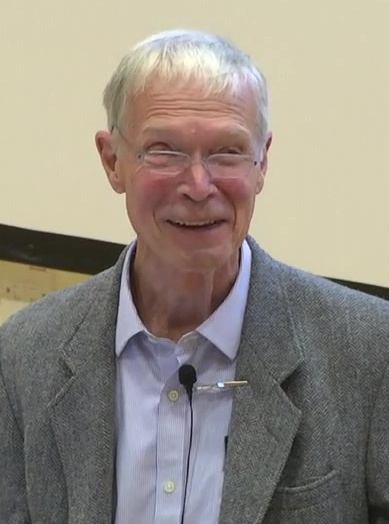
John Hopfield (2016)

John Joseph Hopfield (* 15. Juli 1933 in Chicago) ist ein US-amerikanischer Physiker, Molekularbiologe und Neurowissenschaftler. Er ist vor allem durch seine Erfindung eines Assoziativen Neuronalen Netzes (Hopfield-Netz) 1982 bekannt. Im Jahr 2024 wurde ihm der Nobelpreis für Physik zugesprochen.

## Leben
Hopfield ist der Sohn eines Physikerehepaars. Sein Vater war der polnisch-amerikanische Spektroskopiker John Hopfield (1891–1953). 
Er studierte am Swarthmore College (Bachelor-Abschluss 1954) und wurde 1958 an der Cornell University bei Albert Overhauser mit der Arbeit A Quantum-Mechanical Theory of the Contribution of Excitons to the Complex Dielectric Constant of Crystals promoviert. Danach war er bis 1960 an den Bell Laboratories, 1960/1 Forscher an der École normale supérieure, ab 1961 Assistant Professor an der University of California, Berkeley und ab 1964 Professor für Physik an der Princeton University. Von 1980 bis 1997 war er Professor für Chemie und Biologie am Caltech und ab 1997 wieder (Howard A. Prior-) Professor in Princeton, diesmal für Molekularbiologie. Daneben war er von 1973 bis 1989 Mitglied der Bell Laboratories. Hopfield beschäftigte sich u. a. mit Festkörperphysik (Theorie der Exzitonen und Polaritonen), Elektronentransfer in biologischen Makromolekülen, Fehlerkorrektur in der Molekularbiologie und mit der Physik neuronaler Netzwerke und emergenten kollektiven Berechnungen in solchen Netzwerken.

## Auszeichnungen
- 1962–1964 Sloan Research Fellow
- 1969 Guggenheim Fellow am Cavendish-Laboratorium in Cambridge
- 1983–1988 MacArthur Fellow
- 1969 Fellow der American Physical Society (APS)
- 1969 Oliver E. Buckley Condensed Matter Prize
- 1985 Biological Physics Prize der APS
- 1988 Michelson-Morley-Award der Case Western Reserve University
- 1991 kalifornischer Wissenschaftler des Jahres des California Museum of Science and Industry
- 1997 Neural Network Pioneer Award der IEEE
- 1999 International Neural Network Society Helmholtz Award
- 2001 Dirac-Medaille des International Centre for Theoretical Physics (ICTP) in Triest
- 2002 Harold Pender Award
- 2005 Albert Einstein World Award of Science
- 2005 Morris Loeb Lecture
- 2006 Präsident der American Physical Society
- 2019 Benjamin Franklin Medal (Franklin Institute)
- 2022 Boltzmann-Medaille[7]
- 2024 Nobelpreis für Physik (mit Geoffrey Hinton)[8]
- 2025 Queen Elizabeth Prize for Engineering.[9]

## Mitgliedschaften
- 1973 National Academy of Sciences
- 1975 American Academy of Arts and Sciences
- American Philosophical Society

## Schriften (Auswahl)
- J J Hopfield: Neural networks and physical systems with emergent collective computational abilities. In: Proceedings of the National Academy of Sciences of the United States of America. Band 79, Nr. 8, 1982, S. 2554–2558, doi:10.1073/pnas.79.8.2554.